# Lagune Te Whanga
La Lagune Te Whanga (le havre, le port en Maori) est une lagune de l'île Chatham, la principale des îles Chatham, en Nouvelle-Zélande. Elle est située dans la partie orientale de l'île et couvre 179 km².
Elle constitue l'embouchure de plusieurs petites rivières du sud montagneux de l'île (comme Te Awainanga River, la plus longue), et se jette dans le Pacifique par l'intermédiaire de chenaux (Te Awapatiki ou Hikurangi Channel) dans la baie de Hanson sur la côte est de l'île. Elle est séparée en deux parties nord et sud par des hauts-fonds qui faisaient office de gué pour les tracteurs et un bus à chaînes. La lagune servait également de site d'amerrissage pour les hydravions (le Solent de la TEAL) avant que la piste puis l'aéroport de Hapupu soient construits.
De nombreuses dents de requins fossilisées peuvent être recueillies sur les rives de la lagune.